# Supercoupe de Belgique de football 2004
La Supercoupe de Belgique 2004 est un match de football qui a été joué le 22 décembre 2004, entre le vainqueur du championnat de division 1 belge 2003-2004, le RSC Anderlecht et le vainqueur de la coupe de Belgique 2003-2004, le FC Bruges. Le FC Bruges remporte le match 0-2. C'est la douzième Supercoupe pour le club, la troisième d'affilée.

## Feuille de match
| Titulaires : |  |
| |  |
| GK 25 Jan Van Steenberghe · RB 6 Michał Żewłakow 64e · CB 27 Vincent Kompany · CB 30 Hannu Tihinen · LB 3 Olivier Deschacht · DM 4 Yves Vanderhaeghe · LM 36 Jonathan Legear · RM 7 Goran Lovre 64e · OM 21 Pär Zetterberg 72e · RF 9 Mbo Mpenza · LF 8 Nenad Jestrović · |  |
| Remplaçants : |  |
| RB 37 Anthony Vanden Borre 64e · CB 34 Lamine Traoré 72e · RF 22 Oleg Iachtchouk 64e · |  |
| Entraîneur : |  |
| Hugo Broos |  |

| Titulaires : |  |
| |  |
| GK 23 Stijn Stijnen · RB 25 Hans Cornelis · CB 26 Birger Maertens · LB 4 David Rozehnal · DM 3 Timmy Simons · CM 11 Jonathan Blondel · RM 7 Gert Verheyen 70e · LM 31 Kevin Roelandts · RF 21 Sebastian Hermans 9e 76e · LF 30 Victor 63e · CF 19 Rune Lange 82e 92e · |  |
| Remplaçants : |  |
| CB 6 Philippe Clement 76e · CM 27 Vincent Provoost 92e · CM 28 Bart Vlaeminck 63e · RF 29 Dieter Van Tornhout 70e · |  |
| Entraîneur : |  |
| Trond Sollied |  |

| Titulaires : |  |
| |  |
| GK 25 Jan Van Steenberghe · RB 6 Michał Żewłakow 64e · CB 27 Vincent Kompany · CB 30 Hannu Tihinen · LB 3 Olivier Deschacht · DM 4 Yves Vanderhaeghe · LM 36 Jonathan Legear · RM 7 Goran Lovre 64e · OM 21 Pär Zetterberg 72e · RF 9 Mbo Mpenza · LF 8 Nenad Jestrović · |  |
| Remplaçants : |  |
| RB 37 Anthony Vanden Borre 64e · CB 34 Lamine Traoré 72e · RF 22 Oleg Iachtchouk 64e · |  |
| Entraîneur : |  |
| Hugo Broos |  |

| Titulaires : |  |
| |  |
| GK 23 Stijn Stijnen · RB 25 Hans Cornelis · CB 26 Birger Maertens · LB 4 David Rozehnal · DM 3 Timmy Simons · CM 11 Jonathan Blondel · RM 7 Gert Verheyen 70e · LM 31 Kevin Roelandts · RF 21 Sebastian Hermans 9e 76e · LF 30 Victor 63e · CF 19 Rune Lange 82e 92e · |  |
| Remplaçants : |  |
| CB 6 Philippe Clement 76e · CM 27 Vincent Provoost 92e · CM 28 Bart Vlaeminck 63e · RF 29 Dieter Van Tornhout 70e · |  |
| Entraîneur : |  |
| Trond Sollied |  |